# Retablo de la Alabarda
 Retablo de la Alabarda o Sagrada conversación con los santos Esteban, Juan Evangelista, Simón y Lorenzo (en italiano: Sacra conversazione con i santi Stefano, Giovanni evangelista, Simone e Lorenzo)  es un cuadro del pintor alto-renacentista italiano Lorenzo Lotto, que data de hacia 1539. Es una pintura al óleo sobre tela y se halla en la  Pinacoteca civica Francesco Podesti, Ancona, tras haber estado en otros sitios como la Iglesia de Santa Maria della Piazza.

## Descripción y estilo
Su instalación monumental se pensó siguiendo la tradición de sagradas conversaciones venecianas inaugurada con el Retablo de san Casiano de Antonello da Messina. Muestra a la Virgen con el Niño sobre un alto trono, con dos ángeles arriba sosteniéndole una corona (motivo que se recuperaba de la pintura flamenca del siglo anterior) mientras en la mitad inferior se ven cuatro santos: Esteban, Juan Evangelista, Simón el Zelote y Lorenzo. Los santon están representados junto con sus atributos iconográficos tradicionales.
Tras el trono van cuatro columnas y cortinas a contraluz, movidos por un viento enérgico; detrás se abren dos fragmentos de cielo nocturno aclarados por un claro de luna y con nubes. Los juegos luminosos son sabiamente valorizados, resaltando el grupo sagrado y los ángeles de apariencias cándidas; también la escalera que conduce al trono de la Virgen se resalta con un rico juego de sombras y de luces.
Como en otras obras de Lotto, la simetría se rompe con la variedad de actitudes y a pesar del vórtice de la figura agitada del Niño, hacia el cual convergen las líneas de fuerza generadas por los santos y las escaleras. El cuadro muestra concesiones al gusto arcaicizante, compatibles con la fase tardía de la obra del autor. La luneta originaria de la obra, eliminada en siglos pasados para adaptar el cuadro a las nuevas colocaciones, ha sido en el 2005 reencontrada y expuesta sobre al retablo.

## Interpretación
La crítica piensa que el cuadro tiene un mensaje político, amén del religioso. Todo parte del hecho de que la obra fue pintada solo seis años después del golpe de Estado con el cual la ciudad de Ancona pasaba al dominio directo de la Iglesia; la resistencia había sido sofocada con sangre y estaba aún vivo el recuerdo de quienes anhelaban las libertades desaparecidas por orden del legado pontificio. Lorenzo Lotto, al llegar a la ciudad tras numerosas experiencias dolorosas, se piensa que también se sintió afectado por la aflicción de la población.
En los años 1990, la alabarda atributo de San Simón, da nombre al retablo por el significado que se creyó ver. El hecho de que el arma del martirio esté al revés y bocabajo, contrariamente a la iconografía tradicional, ha sido interpretado como un mensaje de esperanza del pintor para la ciudad de Ancona, que después de ser tomada en 1532 por el papa Clemente VII, había vivido momentos dramáticos simbolizados por la presencia de lansquenetes y sus alabardas.
Los santos a izquierda y derecha de la escena, San Esteban con el atributo de las marcas de la lapidación y San Lorenzo, con el atributo de la parrilla de su martirio, se relacionan con la primera difusión del Cristianismo en Ancona.